# Mats Engman
Mats Erik Engman, född 13 april 1954 i Eskilstuna, är en svensk officer i Flygvapnet.

## Biografi
Engman blev fänrik i Flygvapnet 1976. Han befordrades till löjtnant 1976, till kapten 1979, till major 1984, till överstelöjtnant (mst) 1993, till överste 1996, till brigadgeneral 2007 och till generalmajor 2015.
Efter sin officersutbildning 1973–1976, inledde Engman sin militära karriär i Flygvapnet 1976 vid Bråvalla flygflottilj (F 13). 1979 tjänstgjorde han vid Västmanlands flygflottilj (F 1). 1983–1984 tjänstgjorde som militär observatör vid United Nations Truce Supervision Organisation (UNTSO) i Israel och Egypten. 1984–1986 utbildade han sig vid Militärhögskolan, och åren 1986–1988 tjänstgjorde han vid Östra militärområdesstaben (Milo Ö). 1988–1989 tjänstgjorde han åter vid United Nations Truce Supervision Organisation (UNTSO). 1989–1992 var han strategilärare vid Militärhögskolan. 1992–1993 var han STRIL-chef vid Upplands flygflottilj (F 16/Se M). 1993–1994 utbildade han sig vid Geneva Centre for Security Policy i Schweiz. 1994–1995 tjänstgjorde han på OPINT vid Högkvarteret. 1996–1997 tjänstgjorde han vid MUST, som chef för Analysavdelningen. 1997–1999 var han chef för Flygvapnets Uppsalaskolor (F 20).
1999–2002 var han försvarsattaché i Dublin och London. 2002–2003 var han chef ISS/strategiavdelningen vid  Försvarshögskolan. 2003–2004 var han chef för Analys- avdelningen vid MUST. 2004–2007 var han chef för underrättelsekontoret vid Militära underrättelse- och säkerhetstjänsten. 2007–2008 var han ställföreträdande chef och tillika  chef för Underrättelsekontoret vid Militära underrättelse- och säkerhetstjänsten (MUST). Våren 2009 var han militär expert vid Försvarsdepartementet. 2010–2015 tjänstgjorde han som chef för den Internationella avdelningen vid Högkvarteret. Den 29 april 2015 tillträdde han som chef för den svenska kontingenten vid Neutrala nationernas övervakningskommission (NNSC), där han efterträdde Berndt Grundevik. Engman avlöstes i slutet av maj 2017 av Anders Grenstad. Generalmajor Engman lämnade Försvarsmakten som aktivt tjänstgörande officer 31/12 2017 och är sedan dess anställd som reservofficer. I den rollen har han bland annat arbetat med att utvärdera stora övningar, bland annat Viking 2018, Ledningsövning 2018 och (2019) förberedelser av utvärdering av Totalförsvarsövning 2020.
Generalmajor Engman arbetar sedan 2019 även som Distinguished Military Fellow vid Institute for Security and Development Policy i Stockholm.